# 傑森·基普尼斯
傑森·基普尼斯（英語：Jason Kipnis 1987年4月3日－）是美國職業棒球大聯盟的二壘手。
他在2009的MLB選秀第二輪中被克里夫蘭印地安人從亞利桑那州立大學中選出， 並在2011年升上大聯盟。2013年， 基普尼斯被選入生涯第1場明星賽，和隊友賈斯汀·馬斯特森一起代表印地安人隊。